# Film cutané

Représentation schématique d'une coupe transversale de la peau, avec la couche cornée, le film et le microbiote cutané.

Le film cutané est un manteau acide recouvrant la totalité de la surface de l'épiderme notamment humain. C'est une émulsion complexe formée de substances provenant de sécrétions (le film hydrolipidique constitué de sueur, sébum…) et d'agrégats cellulaires kératinisés ou morts.

## Historique
L'acidité du film cutané est pour la première fois mentionnée par Ernst Heuss (élève du pionnier de la dermatologie allemande, le professeur Paul Gerson Unna (en)) en 1892. Le terme de « manteau acide » est inventé en 1928, à l'occasion de la parution de l'article du dermatologue Alfred Marchionini (de) et du médecin allemand Heinrich Schade (de) qui définissent le film hydrolipidique présent à la surface de la peau comme un manteau possédant un pH acide exerçant un rôle protecteur vis-à-vis des micro-organismes pathogènes.

## Composition

### Composants
Le film cutané de surface est constitué essentiellement du film hydrolipidique, et des produits issus de la kératinisation épidermique (des cornéocytes qui desquament, et des composés de la matrice extracellulaire fibreuse, telle que la filaggrine).
Le film hydrolipidique qui est continuellement renouvelé, est une émulsion eau dans huile. La phase liquide est constituée essentiellement de sueur et de substances dissoutes : substances minérales avec principalement le chlorure de sodium, et substances organiques (composés azotés : urée, ammoniac, acides aminés, acide urique, créatinine ; métabolites du glucose : acide lactique, acide pyruvique). La phase lipidique qui a pour origine le sébum et les corps lamellaires (en), est constituée essentiellement d'acides gras (60 %) mais aussi de triglycérides, de céramides, du squalène et du cholestérol.

### Évolution
Le film hydrolipidique évolue avec l'âge. Chez le nouveau-né, les glandes sébacées produisent un sébum qui, associé aux cellules épithéliales desquamées, forme le vernix caseosa. Aucun autre animal ne produit cet enduit cireux qui protège l'épiderme durant la vie in utero et favorise la mise en place du film hydrolipidique. À la naissance, ces glandes deviennent inactives, si bien que le jeune enfant a une peau relativement sèche (film constitué par les lipides du ciment intercellulaire). Elles recommencent à fonctionner à l'âge prépubertaire (8 à 10 ans), avec une amplification au moment de la puberté, notamment sous l'action des hormones stéroïdiennes, d'où la peau grasse des adolescents. Enfin, vers 50 ans, s'amorce une diminution progressive de l'activité glandulaire avec modification de la composition du film, changement du pH cutané qui devient plus acide et diminution de la résistance aux stress biotiques et abiotiques, d'où une peau plus sèche.
La quantité des lipides d'origine sébacée dans ce film est plus élevé chez les hommes. Elle « varie selon les régions du corps, les principales zones séborrhéiques étant la face et le dos. D'autres facteurs, comme l'alimentation ou la température cutanée, interviennent également dans la régulation des lipides d'origine sébacée, en augmentant ou diminuant leurs sécrétions ».

## Fonctions
Ce film est à la base de la qualité de l'aspect extérieur de la peau puisqu'il la protège de plusieurs façons :
- il participe à la constitution de la barrière cutanée (avec la couche cornée), barrière mécanique qui s'oppose à la pénétration de substances étrangères ;
- il lutte contre les agressions microbiennes (barrière chimique due au pH acide et barrière microbiologique par l'intermédiaire du microbiote cutané) en autorisant toutefois le développement de la flore commensale ;
- il régule l'hydratation de la peau en maintenant les substances hygroscopiques (qui ont des affinités avec l'eau) dans les cellules cornées (barrière lipidique).

Les acides aminés, ainsi que les acides lactique et pyruvique contribuent à rendre le pH légèrement acide (compris habituellement entre 5 et 6).